# Jan Jiří Benda
Jan Jiří Benda, také Johann Georg Benda (30. srpna 1714 Benátky nad Jizerou – 1752? Postupim), byl český houslista a skladatel působící v Německu. Byl synem Jana Jiřího Bendy a Doroty Bendové, rozené Brixi.

## Životopis
Jan Jiří Benda odešel jako houslista se svým starším bratrem Františkem Bendou do Drážďan, odkud jej později následoval do Postupimi do služeb pruského krále Fridricha II. Jan Jiří je znám jako skladatel flétnových sonát a capriccií pro housle.
Se jménem Jana Jiřího Bendy jsou také spojovány publikované skladby, u kterých je však jeho autorství nejisté, protože v rodině Bendů bylo jméno Jan (Johann) běžné. Bratr Jana Jiřího, Josef Benda dal svému nejstaršímu synovi jméno Johann Friedrich Ernst Benda (1749–1785) a ten měl opět syna Johanna Wilhelma Ottu (1775–1832). Zejména Johann Friedrich, (známý spíše jako Friedrich Ernst Benda), který byl také skladatelem, může být považován za autora některých prací.